# Balki (Bélgorod)
|  | Per a altres significats, vegeu «Balki». |

Balki - Балки (rus) - és un poble (un khútor) de l'óblast de Bélgorod, a Rússia. El 2010 tenia 37 habitants. Pertany al districte (raion) de Xebékino.